# Himekami
Himekami — проект японского композитора Ёсиаки Хоси (1946—2004).
В 1971 году Хоси выиграл первый приз в национальном конкурсе органистов, много выступал с концертами; позже большее внимание стал уделять композиторской деятельности. Первая пластинка вышла в 1981 году, с тех пор музыкант записал массу альбомов и саундтреков; среди последних работ можно отметить Blue Flower (2003) и «Aoi Hana»(2003), Huan Xiang Shui Huz Huan (2003), Kaze No Densetsu (2004).
В отличие от Китаро проект Himekami ближе к традиционной японской музыке. Помимо распространённых «Лунной воды», «Богиня Снега» он выпустил ещё порядка 50 альбомов (если считать сборники The Best, синглы и другое). Ранние проекты исполнителя, были выпущены под именем «Himekami Sensation». В США его альбомы изданы лейблом Higher Octave Music.
Несмотря на то, что музыка Хоси отличается от той, что пишут Китаро, Gandalf и другие, специалисты объединяют их творчество в один жанр Electronic New Age. Музыка Himekami сочетает в себе элементы традиционной японской, симфонической музыки и синтезированные звуки природы. Композиции исполнителя можно услышать в некоторых японских фильмах, по японскому TV и даже в японских играх (Suikoden III яркий тому пример). Также он известен своими выступлениями в храмах, церквях Японии.

## Дискография
- Kaze No Densetsu (2004)
- Huan Xiang Shui Huz Huan (2003)
- Blue Flower (2003)
- Aoi-Hana (2003)
- Kaze No Uta (2002)
- Mirai No Hitomi (2000)
- Sennen Kairoh (2000)
- Millennium Prayer (2000)
- Seed (1999)
- Hshinra Banshoh (1998)
- Shinrabansho (1998)
- Kaze-No-Johmon 3 Johmon Kairyu (1998)
- Kaze-No-Johmon 2 Toki-No-Sora (1997)
- Kaze-No-Johmon 1 (1996)
- Tokiwo Tsumuide Himekami Tv Selection (1995)
- Mayoiga (1995)
- Johdo Mandara Live At Johdo-Garden (1995)
- Lo Mejor II (1994)
- Tsugaru (1994)
- To I Kaze (1994)
- Homura (1993)
- Journey To Zipangu (1993)
- Tohno (1993)
- Zipangu Cipango (1993)
- Beitian Huan Xiang (1993)
- Super Best (1993)
- Yan (1993)
- Snow Goddess (1991)
- All Time Hits 1 (1991)
- All Time Hits 2 (1991)
- All Time Hits 3 (1991)
- Ihatovo Hitakami (1990)
- Moonwater (1989)
- Fudoki (1989)
- Toki Wo Mitsumete (1988)
- Setufu (1987)
- Xuepu (1987)
- Hokuten Gensoh (1986)
- Densetsu (1985)
- Kaidoh (1985)
- Zenzeisyon Jishenchuanshuo (1985)
- Zenzeisyon Okunohosomichi (1985)
- Mahoroba (1984)
- Himekami (1982)